# Meu Pedaço do Brasil
Meu Pedaço do Brasil é um programa de televisão brasileiro produzido e exibido pela TV Brasil aos domingos. A primeira temporada estreou no dia 21 de março de 2020.
A segunda temporada do programa estreou no dia 26 de setembro de 2021, com apresentação de Bruno Barros. A cidade de Belo Horizonte foi escolhida como primeiro destino da segunda temporada e o programa ganhou um novo formato com a condução do apresentador Bruno Barros.
| Temporada | Duração    | Início da temporada    | Final da temporada     | Estado      | País de Origem | Direção                      | Apresentação                              | Emissora  | Episódios |
| --------- | ---------- | ---------------------- | ---------------------- | ----------- | -------------- | ---------------------------- | ----------------------------------------- | --------- | --------- |
| 1ª        | 28 minutos | 21 de março de 2020    | 15 de novembro de 2020 | Exibido     | Brasil         | Manoel Borges                | Taís Martins, Fernando Bertozzi e May-lin | TV Brasil | 13        |
| 2ª        | 28 minutos | 26 de setembro de 2021 |                        | Em exibição | Brasil         | João Borsani e Manoel Borges | Bruno Barros                              | TV Brasil | 06        |

## O programa
Com o intuito de apresentar o Brasil como destino turístico para os brasileiros, a TV Brasil criou o programa Meu Pedaço do Brasil. Um dos mais diversificados destinos turísticos do planeta, o Brasil possui opções para agradar diferentes tipos de turistas: cidades históricas, metrópoles cosmopolitas e natureza diversa e praias deslumbrantes. Na primeira temporada, as cidades e suas principais atrações foram apresentadas através do olhar de moradores locais e guias de turismo. Nesta primeira temporada, o programa visitou as cachaçarias de Paraty, as praias de Búzios, a história da cavalhada em Pirenópolis e diversas cidades do Brasil.
Na segunda temporada, o apresentador Bruno Barros assume a condução do programa e mostra os destinos turísticos brasileiros, experimentando atrações imperdíveis e conversando com moradores locais.